# ОШ „Вељко Влаховић” Нови Сад
ОШ „Вељко Влаховић” једна је од основних школа у Новом Саду. Налази се у VIII улици број 2 у Шангају.

## Историјат
Прва школска одељења у Шангају су отворена 1962. године у згради данашње старе амбуланте. Први учитељи су били Тинка Мартицки, Радмила Новаковић, Наталија Јефтић и Младен Мартицки. Зграда у којој се школа данас налази је саграђена 1969. и тада је садржала осам разреда. У почетку је радила као огранак Основне школе „Ђура Даничић” и имала је триста педесет ученика, а настава се одвијала у две смене. 
Октобра 1977. је основана као самостална основна школа под данашњим називом. Први директор је био Чедомир Вујасиновић, бројали су седам учитеља и деветнаест наставника. Ученици су поред редовних предмета учили мађарски језик, прву помоћ и заштиту. Садржали су рецитаторску, драмску, фолклорну и музичку секцију, секције „Млади хемичари”, „Млади физичари”, „Млади математичари” и „Млади техничари” и спортске секције: фудбалску, гимнастичарску и шах. Године 1977. је школска фудбалска репрезентација била првак Југославије, садржали су три првака у џудоу који су освојили неколико златних и сребрних медаља на међународним такмичењима и школским олимпијадама и првакиње Балкана у пливању лептир стилом.
Године 2021—2022. су објавили први број стручног часописа Зборник пројектне наставе у Основној школи „Вељко Влаховић” који обједињује примере реализованих пројеката у текућој школској години. Дан школе обележавају 12. децембра када излази и школски часопис „Ризница знања” у којем представљају и промовишу своје активности, резултате и успехе ученика и наставника у протеклој години.